# Nicolò Virginio
Nicolò Virginio (Varese, 18 marzo 2003) è un cestista italiano.

## Carriera
Inizia a giocare a basket nella Pallacanestro Varese con cui compie tutta la trafila nel settore giovanile. Considerato uno dei migliori prospetti a livello nazionale, nella stagione 2021-2022 gioca in doppio tesseramento con Robur et Fides Varese in Serie B. Con l'arrivo di coach Johan Roijakkers sulla panchina della Pallacanestro Varese trova spazio in prima squadra.
Dopo un inizio di stagione difficile, in cui con l'allenatore Mandole viene tenuto spesse volte in panchina sinistra, il 2 marzo spadroneggia nel match con Trapani firmando ben 9 punti, conditi con 4 rimbalzi e una stoppata. 
Uno dei migliori prospetti italiani dell’annata 2003 riscatta la stagione con una performance superlativa che aiuta la sua squadra ad arrivare all’overtime, poi perso. 
Il 16 marzo, durante l'incontro con la pallacanestro Reggiana firma 6 punti (2/3 da 3) in solamente 4 minuti di gioco con un plus/minus di +3, uno degli unici due giocatori in positivo della squadra.  
Nella sconfitta esterna della Openjobmetis contro la Nutribullet Treviso (88 a 86 per i blu di coach Vitucci), Virginio mette a segno 3 punti che permettono di mantenere vive le speranze dei biancorossi.
Il giorno 25 marzo, però, la dirigenza varesina decide di risolvere consensualmente il contratto dell’atleta che si accasa nella Tezenis Scaligera Verona, militante in serie A2.

## Palmarès

### Giovanili
- Next Gen Cup: 1

Varese: 2021-22